# Whitefish Lake (Kuskokwim River)
Der Whitefish Lake ist ein See im Südwesten Alaskas.
Der auf einer Höhe von 20 m gelegene Whitefish Lake befindet sich im Yukon Delta National Wildlife Refuge. Die nächsten Orte sind Upper Kalskag (21 km nordwestlich), Aniak (34 km nordöstlich) sowie Russian Mission (82 km nordwestlich). Der annähernd kreisrunde See besitzt eine Fläche von 74,4 km² sowie eine maximale Längsausdehnung von 11 km. Von Süden kommend mündet der Ophir Creek in den Whitefish Lake. In einem Abstand von knapp 12 km strömt der Kuskokwim River nördlich des Sees in westlicher Richtung. Der See verfügt über einen Abfluss zum nahe gelegenen Kuskokwim River.
Der Name des Sees leitet sich von den dort vorkommenden Fischen ab. Der englische Begriff whitefish umfasst mehrere Fischarten aus der Familie der Lachsfische, darunter Prosopium cylindraceum ("round whitefish"), die Große Bodenrenke (Coregonus nasus, "broad whitefish") und die Kleine Bodenrenke (Coregonus pidschian, "humpback whitefish") sowie die Heringsmaräne (Coregonus clupeaformis, "lake whitefish"). Ferner kommt im See die Fischart Coregonus sardinella ("least cisco") vor.